# (190) Ismene
(190) Ismene ist ein Asteroid jenseits des äußeren Hauptgürtels, der am 22. September 1878 vom deutsch-US-amerikanischen Astronomen Christian Heinrich Friedrich Peters am Litchfield Observatory in New York entdeckt wurde.
Der Asteroid wurde benannt nach Ismene, der Tochter von Ödipus und Iokaste, Schwester von Antigone, Eteokles und Polyneikes. Als ihre Schwester Antigone von Kreon dazu verurteilt wurde, lebendig begraben zu werden, weil sie ihren Bruder Polyneikes beerdigt hatte, erklärte Ismene sich für ebenso schuldig wie ihre Schwester und verlangte, ebenso bestraft zu werden, doch Antigone wollte nicht, dass Ismene in ihr Unglück verwickelt würde.
(190) Ismene wird zwar zu den Hauptgürtelasteroiden gezählt, bewegt sich aber weit außerhalb der Hecuba-Lücke und ist ein Mitglied der Hilda-Gruppe. Diese bewegt sich in einer 3:2-Bahnresonanz mit dem Planeten Jupiter um die Sonne. Obwohl sich der gegenseitige Bahnabstand (Minimum orbit intersection distance, MOID) von Jupiter und (190) Ismene immer mit geringen Schwankungen um etwa 0,65 AE bewegt, sind sich die beiden Himmelskörper durch die Bahnresonanz in den vergangenen 10.000 Jahren nie näher gekommen als bis auf etwa 1,81 AE (271 Mio. km).

## Wissenschaftliche Auswertung
Eine Auswertung von Beobachtungen durch das Projekt NEOWISE im nahen Infrarot führte 2012 für (190) Ismene zu vorläufigen Werten für den Durchmesser und die Albedo im sichtbaren Bereich von 214,7 km bzw. 0,04. Mit dem Stratosphären-Observatorium für Infrarot-Astronomie (SOFIA) konnte der Asteroid am 2. und 9. Februar 2022 spektroskopisch beobachtet werden. Thermische Modellierungen führten zu einem abgeleiteten Durchmesser von 174 bzw. 180 km mit Unsicherheiten von ±5 km.
Eine spektroskopische Untersuchung von (190) Ismene am 23./24. Juli 1993 am La-Silla-Observatorium in Chile bestätigte die zuvor erfolgte taxonomische Zuordnung zur Spektralklasse P.
Photometrische Beobachtungen des Asteroiden erfolgten erstmals vom 11. bis 14. Juli 1986 am La-Silla-Observatorium. Aus der gemessenen Lichtkurve wurde eine Rotationsperiode von 9,93 h abgeleitet, andere Werte konnte aber nicht ausgeschlossen werden. Im folgenden Jahr wurden vom 16. bis 18. Oktober 1987 am McDonald-Observatorium in Texas neue Messungen durchgeführt. Hier wurde die Lichtkurve allerdings zu einer Rotationsperiode von 6,51 h ausgewertet. Neue Beobachtungen vom 31. August bis 2. September 1995 am La-Silla-Observatorium konnten mit einer abgeleiteten Rotationsperiode von 6,52 h diesen Wert bestätigen.
Photometrische Beobachtungen vom Januar bis April 1999 und März bis Juni 2007 in der Ukraine an der Außenstelle Tschuhujiw des Charkiw-Observatoriums und am Krim-Observatorium in Simejis führten zu einer Bestimmung einer Rotationsperiode von 6,5192 h. Aus diesen Messungen in Verbindung mit weiteren Beobachtungen, die bereits im August 1995 und Oktober/November 1996 stattgefunden hatten, konnten auch zwei alternative Lösungen für die Position der Rotationsachse des Asteroiden, je eine für prograde und eine für retrograde Rotation, erhalten und die Achsenverhältnisse eines dreiachsig-ellipsoidischen Gestaltmodells bestimmt werden.
Am Center for Solar System Studies (CS3) in Colorado und Kalifornien fanden zwei Beobachtungskampagnen statt, bei denen (190) Ismene photometrisch beobachtet wurde. Bei einer Messung vom 12. bis 17. November 2019 konnte eine Rotationsperiode von 6,521 h ermittelt werden, während eine weitere Beobachtung vom 18. Januar bis 12. Februar 2021 zu einem Wert von 6,5198 h führte. Auch eine Beobachtung am Observatorio Astronómico Carl Sagan (OACS) der Universidad de Sonora in Mexiko vom 2. November bis 6. Dezember 2021 lieferte einen Wert von 6,5195 h.